# Eurytoma appendigaster
Eurytoma appendigaster is een vliesvleugelig insect uit de familie Eurytomidae. De wetenschappelijke naam is voor het eerst geldig gepubliceerd in 1795 door Swederus.